# NGC 2729
NGC 2729 (również PGC 25352 lub UGC 4737) – galaktyka soczewkowata (S0), znajdująca się w gwiazdozbiorze Hydry. Odkrył ją Albert Marth 3 marca 1864 roku.